# Pierre Petit (homme politique, 1919-1977)
Pour les articles homonymes, voir Pierre Petit et Petit.
Pierre Petit, né le 29 novembre 1919 à Paris et mort le 21 décembre 1977 à Nevers, est un homme politique français.

## Biographie
Ancien sapeur-pompier, Il est maire de Saint-Benin-d'Azy (1957-1977), conseiller général du canton de Saint-Benin-d'Azy (1964-1997) puis sénateur de la Nièvre (1974-1977).

## Détail des fonctions et des mandats
Mandat parlementaire
- 22 septembre 1974 - 21 décembre 1977 : sénateur de la Nièvre